# Quàntic de conductància
El quàntic de conductància, indicat amb el símbol G0, és la unitat quantificada de la conductància elèctrica. Es defineix per la càrrega elemental e i la constant de Planck h com:
{\displaystyle G_{0}={\frac {2e^{2}}{h}}} = 7.748091 729 ... × 10 −5 S
Apareix quan es mesura la conductància d'un punt de contacte quàntic i, de manera més general, és un component clau de la fórmula de Landauer, que relaciona la conductància elèctrica d'un conductor quàntic amb les seves propietats quàntiques. És el doble de la inversa de la constant de von Klitzing (2/RK).
Tingueu en compte que el quàntic de conductància no vol dir que la conductància de qualsevol sistema hagi de ser un múltiple enter de G 0 . En canvi, descriu la conductància de dos canals quàntics (un canal per a spin up i un canal per spin down) si la probabilitat de transmetre un electró que entra al canal és unitat, és a dir, si el transport a través del canal és balístic. Si la probabilitat de transmissió és menor que la unitat, aleshores la conductància del canal és menor que G 0 . La conductància total d'un sistema és igual a la suma de les conductàncies de tots els canals quàntics paral·lels que formen el sistema.
En un cable 1D, connectant dos dipòsits de potencial {\displaystyle u_{1}} i {\displaystyle u_{2}} adiabàticament:
La densitat d'estats és{\displaystyle {\frac {\mathrm {d} n}{\mathrm {d} \epsilon }}={\frac {2}{hv}},}on el factor 2 prové de la degeneració de l'espín electrònic, {\displaystyle h} és la constant de Planck i {\displaystyle v} és la velocitat dels electrons. La tensió és:{\displaystyle V=-{\frac {(\mu _{1}-\mu _{2})}{e}},}on {\displaystyle e} és la càrrega de l'electró. El corrent 1D que passa és la densitat de corrent:{\displaystyle j=-ev(\mu _{1}-\mu _{2}){\frac {\mathrm {d} n}{\mathrm {d} \epsilon }}.}Això dona lloc a una conductància quantificada:{\displaystyle G_{0}={\frac {I}{V}}={\frac {j}{V}}={\frac {2e^{2}}{h}}.}La conductància quantificada es produeix en cables que són conductors balístics, quan el camí lliure elàstic mitjà és molt més gran que la longitud del cable: {\displaystyle l_{\rm {el}}\gg L}. BJ van Wees va observar l'efecte per primera vegada en un contacte puntual el 1988. Els nanotubs de carboni tenen conductància quantificada independentment del diàmetre. L'efecte hall quàntic es pot utilitzar per mesurar amb precisió el valor quàntic de conductància. També es produeix en reaccions d'electroquímica i, en associació amb la capacitat quàntica, defineix la velocitat amb què es transfereixen els electrons entre estats químics quàntics tal com descriu la teoria de la velocitat quàntica.